# اردم‌بر
اَردَم‌بَر یا آرتمبارس یکی از نجیب‌زادگان مادی بود که به گفتهٔ نیکولاس دمشقی، کوروش بزرگ در نوجوانی در دربار مادها نزد او بود.
نام ایرانی Ṛtam-para (که در شکل فارسی امروزی تبدیل به اَردَم‌بَر می‌شود) در تلفظ یونانی‌اش به صورت آرتِمبارس درآمده و در منابع به‌کار رفته‌است. نام اردم‌بر به معنی «تشویق‌کنندهٔ نظم» است.